# Conclave de 1565-1566
Le conclave de 1565–1566 se déroule à Rome, du 20 décembre 1565 au 7 janvier 1566, juste après la mort du pape Pie IV et aboutit à l'élection du cardinal Michele Ghislieri qui devient le pape Pie V.

## Source
- (en) Cet article est partiellement ou en totalité issu de l’article de Wikipédia en anglais intitulé « Papal conclave, 1565–66 » (voir la liste des auteurs).